# Epidendrum werneri
Epidendrum werneri är en orkidéart som beskrevs av Rudolf Schlechter. Epidendrum werneri ingår i släktet Epidendrum och familjen orkidéer.
Artens utbredningsområde är Colombia. Inga underarter finns listade i Catalogue of Life.